# Nadișa, Bacău
Nadișa (în maghiară Nádas) este un sat în comuna Strugari din județul Bacău, Moldova, România.